# Сінпхет Круайтхонг
Сінпхет Круайтхонг (тай. สินธุ์เพชร กรวยทอง, нар. 22 серпня 1995, Сурін, Таїланд) — тайський важкоатлет, бронзовий призер Олімпійських ігор 2016 року.

## Результати
| Рік              | Місце                    | Вага             | Ривок            | Ривок            | Ривок            | Ривок            | Поштовх          | Поштовх          | Поштовх          | Поштовх          | Загалом          | Місце            |
| Рік              | Місце                    | Вага             | 1                | 2                | 3                | Місце            | 1                | 2                | 3                | Місце            | Загалом          | Місце            |
| Олімпійські ігри | Олімпійські ігри         | Олімпійські ігри | Олімпійські ігри | Олімпійські ігри | Олімпійські ігри | Олімпійські ігри | Олімпійські ігри | Олімпійські ігри | Олімпійські ігри | Олімпійські ігри | Олімпійські ігри | Олімпійські ігри |
| ---------------- | ------------------------ | ---------------- | ---------------- | ---------------- | ---------------- | ---------------- | ---------------- | ---------------- | ---------------- | ---------------- | ---------------- | ---------------- |
| 2016             | Ріо-де-Жанейро, Бразилія | 56 кг            | 125              | 131              | 132              | 3                | 154              | 157              | 161              | 3                | 289              | 3                |
| Чемпіонат світу  |                          |                  |                  |                  |                  |                  |                  |                  |                  |                  |                  |                  |
| 2015             | Х'юстон, США             | 56 кг            | 120              | 123              | 123              | 7                | 141              | 145              | 145              | 10               | 265              | 7                |
| 2014             | Алмати, Казахстан        | 56 кг            | 117              | 120              | 120              | 9                | 144              | 146              | 150              | 8                | 266              | 8                |